# Papilio mechowi
Papilio mechowi är en fjärilsart som beskrevs av Herman Dewitz 1881. Papilio mechowi ingår i släktet Papilio och familjen riddarfjärilar. Inga underarter finns listade i Catalogue of Life.